# Liên hoan phim Sydney

Logo của liên hoan phim Sydney

Liên hoan phim Sydney là một liên hoan phim thường niên được tổ chức tại Sydney, Úc, kéo dài khoảng 12 ngày vào tháng Sáu. Liên hoan phim thu hút sự chú ý của quốc tế lẫn khu vực, với các bộ phim được trình chiếu ở một số địa điểm trên khắp trung tâm thành phố, bao gồm phim truyện, phim tài liệu, phim ngắn, hồi tưởng, phim cho gia đình và hoạt hình.